# Джемма Лов
Джемма Лов (англ. Jemma Lowe, 31 березня 1990) — британська плавчиня.
Учасниця Олімпійських Ігор 2008, 2012 років.
Призерка Чемпіонату світу з плавання на короткій воді 2008, 2010, 2012 років.
Чемпіонка Європи з водних видів спорту 2008, 2014 років.
Призерка Чемпіонату Європи з плавання на короткій воді 2008, 2011, 2013 років.
Призерка Ігор Співдружності 2010 року.